# ريتشارد جاكسون
ريتشارد جاكسون (8 ديسمبر 1979 في المملكة المتحدة - ) (بالإنجليزية: Richard Jackson)‏ هو لاعب كريكت بريطاني. لعب مع Sussex Cricket Board ‏.